# Gerda Taro
Gerda Taro (født 1. august 1910 i Stuttgart som Gerda Pohorylle, død 26. juli 1937 ved El Escorial, Spanien), var en tysk/polsk fotograf af jødisk afstamning. Hun var både den første kvindelige krigsfotograf og den første kvindelige fotograf, som døde på slagmarken. Hun fotograferede sammen med Robert Capa (der en overgang var hendes kæreste) kamphandlingerne under den spanske borgerkrig.
Taro blev født i Stuttgart, men flyttede sammen med sin familie til Leipzig i 1929. Hun blev tilbageholdt af myndighederne, fordi hun som venstreorienteret og jødinde var en modstander af nazisterne, så hun måtte flygte til Paris i 1934, hvor hun efter et års tid mødte Robert Capa, som hun først blev assistent for og siden forelsket i. Hun udskiftede sidenhen sit efternavn med Taro efter den japanske kunstner Tarō Okamoto.
Parret, der støttede antifascisterne, rejste til Barcelona straks borgerkrigen brød ud, for at fotografere de republikanske soldater. Deres billeder blev krediteret Capa, som nok også var grunden til, at Taro blev glemt i eftertiden, selvom hun var kendt nok i sin samtid.
På et tidspunkt friede Capa til hende, hvilket hun afviste, for derefter at involvere sig med kendte antifascister som George Orwell og Ernest Hemingway. Hun fik trykt sine reportager i den venstreorienterede avis Ce Soir.
Hun døde under slaget ved Brunete, da hun blev kørt ned af en republikansk kampvogn efter at være sprunget op på trinbrættet til en bil, der transporterede sårede. Taro blev begravet i Paris af de franske kommunister 1. august 1937, den dag, hun ville være fyldt 27 år. I begravelsen deltog blandt andre Pablo Neruda og forfatteren Louis Aragon, mens flere tusinde fremmødte hyldede hende som en martyr for anti-fascismen. Alberto Giacometti tegnede hendes gravsten.